# Лазарево (Судиславский район)
Ла́зарево — деревня в Расловском сельском поселении Судиславского района Костромской области России.

## География
Деревня расположена недалеко от автодороги Кострома — Верхнеспасское Р98 и железнодорожной ветки Кострома — Галич, у речки Дунайка.

## История
Согласно Спискам населенных мест Российской империи в 1872 году деревня относилась к 2 стану Костромского уезда Костромской губернии. В ней числилось 20 дворов, проживало 40 мужчин и 38 женщин.
Согласно переписи населения 1897 года в деревне проживало 126 человек (50 мужчин и 76 женщин).
Согласно Списку населенных мест Костромской губернии в 1907 году деревня относилась к Шишкинской волости Костромского уезда Костромской губернии. По сведениям волостного правления за 1907 год в ней числилось 28 крестьянских дворов и 245 жителей. Основными занятиями жителей деревни, помимо земледелия, были извоз и работа угольщиками.
До муниципальной реформы 2010 года деревня также входила в состав Расловского сельского поселения Судиславского района.

## Население
| 1872 | 1897 | 1907 | 2008 | 2010 | 2014 |
| ---- | ---- | ---- | ---- | ---- | ---- |
| 78   | ↗126 | ↗245 | ↘17  | →17  | →17  |